# Hoburgen

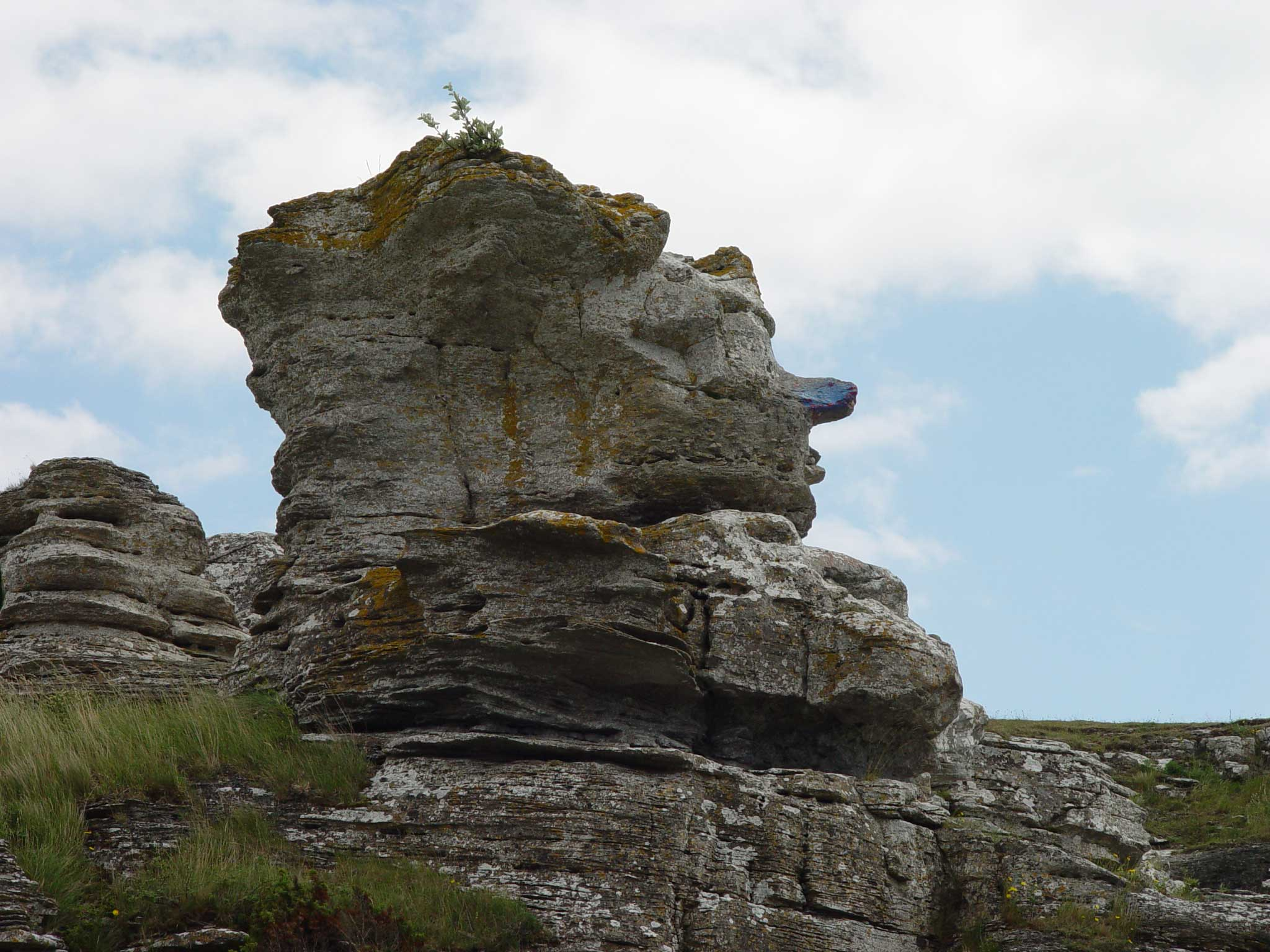
A falésia de Hoburgsgubben, no cabo Hoburgen

Hoburgen é um relevo rochoso à beira-mar na ilha sueca da Gotlândia. Está localizado no extremo sudoeste da ilha, e tem uma falésia monumental chamada Hoburgsgubben.